# Ministro plenipotenziario di Curaçao
Il ministro plenipotenziario di Curaçao (in olandese: Gevolmachtigd Minister van Curaçao) rappresenta il paese costituente (in olandese: Land) di Curaçao nel Consiglio dei ministri del Regno dei Paesi Bassi. L'attuale ministro plenipotenziario di Curaçao è Anthony Begina. Il ministro plenipotenziario e il suo gabinetto hanno sede presso la "Curaçaohuis" a L'Aia (che era la sede degli Antillenhuis prima dello scioglimento delle Antille olandesi). 
Esiste una differenza significativa tra i ministri dei Paesi Bassi e i ministri plenipotenziari, poiché non sono responsabili delle loro politiche nel parlamento olandese. Il ministro plenipotenziario, tuttavia, è responsabile nei confronti del rispettivo governo nazionale. Pertanto, il ministro plenipotenziario di solito non si dimette in caso di crisi del governo olandese.

## Elenco dei Ministri plenipotenziari di Curaçao
La seguente tabella elenca i ministri plenipotenziari di Curaçao in carica da quando Curaçao è diventato un paese nel Regno dei Paesi Bassi nel 2010:
| Nome             | Periodo                            | Partito     |
| ---------------- | ---------------------------------- | ----------- |
| Sheldry Osepa    | 10 ottobre 2010 – 13 febbraio 2013 | MFK         |
| Roderick Pieters | 13 febbraio 2013 – 7 giugno 2013   | PS          |
| Marvelyne Wiels  | 7 giugno 2013 – 23 dicembre 2016   | PS          |
| Eunice Eisden    | 23 dicembre 2016 – 13 aprile 2017  | Partito MAN |
| Leendert Rojer   | 13 aprile 2017 – 1º giugno 2017    |             |
| Anthony Begina   | 1º giugno 2017 – in carica         | PAR         |